# Kisaku Maekawa
Kisaku Maekawa (前川 喜作, Maekawa Kisaku), né le 15 mai 1895 et décédé le 19 juillet 1986, est un homme d'affaires japonais, philanthrope, et fondateur de la résidence Wakeijuku.

## Carrière
Maekawa naît en 1895 dans l'actuelle ville de Gose, dans la préfecture de Nara. Kisuki Maekawa est le troisième fils de sa fratrie,. Il étudie au lycée de la préfecture de Nara. En 1920, il obtient son diplôme du département d'ingénierie de l'université Waseda,.
Son diplôme obtenu, il travaille à l'entreprise de construction navale Kawasaki, puis à l'entreprise Moriya. En 1924, il fonde la Boutique Maekawa, aujourd'hui appelée Maekawa Manufacturing Co., Ltd. ll se spécialise dans la création de réfrigérateurs.
En 1948, il devient membre du Conseil d'administration de son ancienne université, l'université Waseda.
En 1955, il fonde une résidence étudiante, Wakeijuku, pour accueillir les étudiants des universités de Tokyo. Il rachète pour ce faire l'hôtel particulier de la famille Hosokawa dans le quartier de Meijirodai, à Bunkyo-ku.
Il décède le matin du 19 juillet 1986 des suites d'une maladie.

## Personnalité
Le passe-temps de Maekawa était de lire,. Il se reconnaissait dans la religion Jōdo shinshū.